# 池畔謀殺案
《池畔謀殺案》（英語：Swimming Pool）是2003年由法蘭索瓦·歐容共同编剧并执导的情色驚悚片，主演有夏綠蒂·蘭普琳和露德温·塞尼耶。剧情聚焦一位英国犯罪小说作家莎拉·莫顿，她前往出版社老板位于法國南部的豪华夏季别墅，寻求宁静来创作新书。然而，自称为老板女儿的朱莉的到来，带来种种麻煩和随之而来的犯罪。两位主要角色都是双语者，影片中的对话融合了法语和英语。
《池畔謀殺案》于2003年5月18日在坎城影展首映，三天后在法国影院上映，获得了U级电影分级，适合所有年龄观看。由于影片的情色内容和裸露镜头，为避免在美国获得NC-17分级，影片在同年7月以有限上映的形式进入美国市场，之后以未分级版本的DVD在北美发行。
影片因其模糊的情节和多种可能的结局引发了观众争议。在法国，许多人将其与傑克‧杜雷1969年执导、罗密·施奈德和阿兰·德龙主演的影片《艷陽光》作比较。

## 剧情
莎拉·莫顿是一位定居伦敦的中年英国推理小说作家，创作了一系列颇为成功的侦探小说。她因写作瓶颈难以继续下一本书，出版社老板约翰·博斯洛德邀请她到位于法国拉科斯特的乡间别墅休息放松。莎拉接受了邀请，并暗示希望约翰能来探望她。在宽敞明亮的别墅里安顿下来后，莎拉遇见了管家马塞尔。然而，一个深夜，一名自称是约翰女儿的年轻女子朱莉打破了她的宁静，称她自己也在暂时請假休息。朱莉最终告诉莎拉，她母亲曾是约翰的情人，但约翰并没有抛弃他的家庭。
朱莉的性生活充斥着与各种男人的一夜情，两人间逐渐形成了性格的对抗。起初，莎拉认为朱莉是对她写作的干扰，为了在朱莉喧闹的性爱时睡觉，甚至戴上了耳塞。然而她逐渐对这些情景产生了偷窥的兴趣，某次甚至不再使用耳塞。莎拉偷偷进入朱莉的房间，偷看她的日记，将其内容用在自己的小说中。当本地的一位服务生弗兰克出现时，两人之间的竞争达到顶峰。朱莉被弗兰克吸引，但弗兰克似乎更喜欢成熟的莎拉，在莎拉频繁去小酒馆用餐时与她建立了关系。
一次三人共度的夜晚后，一场意外悲剧发生。在泳池游泳后，弗兰克拒绝让朱莉继续为他口交，因为莎拉从阳台上向水中扔了一块石头，引起了他的注意。弗兰克告诉朱莉他要离开。次日，弗兰克失踪了。莎拉在调查弗兰克的失踪时得知朱莉的母亲多年前已去世，但朱莉之前却一直提及母亲，就好像她還活著一樣。她回到别墅，朱莉误将莎拉当作自己的母亲，情绪崩溃。朱莉最终恢复理智后承认，弗兰克已经死了，因他打算离开泳池时被她用石头多次击打头部，尸体藏在小屋里。
当马塞尔对埋尸的松土产生怀疑时，莎拉勾引他，分散了他的注意力。朱莉离开别墅，感谢莎拉的帮助，并留下了一份手稿，说是母亲未出版的小说。之前她曾说约翰让母亲烧掉了手稿，但他不知道母亲把一份副本留给了她。莎拉将朱莉母亲的手稿内容用到她的小说中。
莎拉回到伦敦，带着新小说《池畔謀殺案》来到了约翰的出版社，而且预料到他会拒绝，其实已将书交由另一家出版社出版。当莎拉准备离开时，约翰的女儿朱莉娅出现，但画面揭示出她并不是法国别墅里的“朱莉”。

## 演员
- 夏綠蒂·蘭普琳 饰 莎拉·莫顿
- 露德温·塞尼耶 饰 朱莉
- 查尔斯·丹斯 饰 约翰·博斯洛德
- 让-玛丽·拉莫（法语：Jean-Marie Lamour） 饰 弗兰克
- 马克·法约勒 饰 马塞尔
- 米雷耶·莫斯（法语：Mireille Mossé） 饰 马塞尔的女儿
- 米歇尔·福（法语：Michel Fau） 饰 第一位男士
- 让-克劳德·勒卡斯（法语：Jean-Claude Lecas） 饰 第二位男士
- 艾米丽·加沃伊斯-卡恩（法语：Émilie Gavois-Kahn） 饰 小酒馆女服务员
- 劳伦·法罗 饰 朱莉娅
- 塞巴斯蒂安·哈科姆 饰 特里·隆
- 法蘭西絲·喬嘉 饰 地铁上的女士

## 结局解读
电影的结局故意模糊不清，引发了大量的困惑与争议。一种解读认为，莎拉在别墅中从头到尾都是独自一人，这意味着朱莉只是莎拉为了创作新书《池畔謀殺案》而虚构出来的角色，也就是她在影片结尾自信地呈现给博斯洛德的那本书。导演歐容曾表示：
夏綠蒂的角色不断混淆幻想与现实。不过，在《池畔謀殺案》中，所有与幻想相关的内容都是创作行为的一部分，因此更加有条理，也不太可能导致疯狂。就导演手法而言，我以现实主义的方式处理了《池畔謀殺案》中所有的幻想元素，使观众能够在同一层面上看到一切——无论是幻想还是现实。
在DVD版本中，有12分钟的删除片段，這些片段相互交織，展现了莎拉独自在别墅内的場景，她四处散步、参观地标、写作等活动，而朱莉完全没有出现在这些片段中，这些“删除片段”或许可以被视为“真实发生的事情”的簡短纪录片。

## 反响

### 票房
《池畔謀殺案》在美国和加拿大的票房收入为1010万美元，其他地区的票房收入为1230万美元（其中法国票房为400万美元），全球总票房为2240万美元，相较于610万欧元（约780万美元）的预算取得了可观的收益。

### 評價
在评论汇总网站“爛番茄”上，该片基于155篇评论获得了83%的好评率，平均评分为7/10。评论一致认为：“这是一部充满感官刺激的惊悚片，两位出色的表演者令人目不转睛。”Metacritic网站使用加权平均分的方式打分，基于37位影评人的评分，该片获得了70/100分，表明“普遍好评”。
罗杰·埃伯特对该片给予了积极评价，他写道：“导演兼共同编剧（与艾曼紐·貝爾南）法蘭索瓦·歐容像希治閣一样，深谙错误决定如何一步步发展成可怕的偏执噩梦。”
BBC的尼尔·史密斯（Neil Smith）也对该片赞不绝口，称其为一部“引人入胜的心理剧”以及“希治閣式惊悚片”。国际政策文摘（International Policy Digest）的萨尔马德·伊克巴尔（Sarmad Iqbal）则写道，影片“独特而迷离的情色与惊悚的结合，将观众带到远离喧嚣巴黎的法国南部，让人不由自主地爱上它。影片不仅在情节、场景和演员的精湛表演方面令人称赞，同时菲利普·隆比的原声配乐也为影片增色不少。”
《西雅图时报》的莫伊拉·麦克唐纳（Moira Macdonald）称该片导演是“营造氛围的大师”，而《綜藝》的大卫·鲁尼（David Rooney）称其为一部“优雅且不可预测的悬疑片”。